# 森田章義
森田 章義（もりた あきよし、1941年8月23日 - 2021年4月29日）は、日本の経営者。大阪府出身。

## 経歴
京都大学工学部を経て、1967年に京都大学大学院工学研究科を修了し、同年にトヨタ自動車工業に入社。
1994年9月に取締役に就任し、1998年6月に常務に就任した。2000年6月に愛知製鋼副社長に就任し、2004年6月に社長を経て、2008年6月には会長に就任した。
2012年4月に藍綬褒章を受章。
2021年4月29日病気のために死去。79歳没。